# La Lima (isola)
La Lima, Suirinovich, Zvirinovik o Zvirinovich (in croato Zvirinovik) è un'isoletta della Dalmazia meridionale, in Croazia, adiacente all'isola di Curzola. Amministrativamente appartiene al comune della città di Blatta, nella regione raguseo-narentana.

## Geografia
L'isoletta è di forma allungata e si trova parallela alla costa sud-occidentale di Curzola (a una distanza di circa 300 m), racchiudendo un tratto di mare che è detto porto Carboni (luka Karbuni), nome che gli deriva dall'estrazione e l'imbarco del carbone. Il porto è protetto da tutti i venti settentrionali, mentre gli isolotti Obiach e Gubessia lo difendono dallo scirocco. La sua superficie è di 0,405 km² e la costa è lunga 4,21 km, l'altezza massima è di 57 m. Ha una piccola insenatura a sud-est (uvala Bok).

### Isolotti adiacenti
- Rotondo (Obljak), a sud-est, a 730 m[2] circa di distanza.
- Scoglio Gobesso[8], Gubisa[5], Gubessa[6][9] o Gubessia[4] (hrid Gubeša), arrotondato, a circa 170 m[2] dalla parte sud-est di La Lima; ha un'area di 9595 m²[7] e la costa lunga 359 m[7] 42°54′28″N 16°44′32″E.

### Cartografia
- (HR) Mappa topografica della Croazia 1:25000, su preglednik.arkod.hr. URL consultato il 2 febbraio 2017.
- G. Giani, Carta prospettiva delle Comuni censuarie della Dalmazia, foglio 11, 1839. Fondo Miscellanea cartografica catastale, Archivio di Stato di Trieste.